# Weselina (obwód Wielkie Tyrnowo)
Weselina (bułg. Веселина) – wieś w Bułgarii, w obwodzie Wielkie Tyrnowo, w gminie Elena. W 2024 roku liczyła 6 mieszkańców.